# Morgante
Morgante je parodický (směšnohrdinský) rytířský román, který v letech 1461–1483 napsal italský renesanční básník Luigi Pulci. Epos je založen na motivech starofrancouzských chansons de geste, které přetváří v měšťanském duchu, a vypráví příběhy rytířů Karla Velikého Orlanda (Rolanda) a Rinalda di Montalban (Renauda de Montauban). Titulní postavou je ale obr, který se stává věrným následovníkem Orlanda poté, co jej rytíř přemohl při osvobození kláštera Chiaromonte a učinil z něj křesťana.

## Vznik a charakteristika eposu
Pulci začal na eposu pracovat již kolem roku 1461 z podnětu Lucrezie Tornabuoniové, matky Lorenza Medicejského, k jehož uměleckému kruhu patřil. Jednotlivé zpěvy přednášel na Lorenzově dvoře a přijímal rady i od Angela Poliziana. První verze eposu o 23 zpěvech (cantari), tzv. Morgante minore, vyšla pravděpodobně již roku 1478 (údaj nelze doložit), následovala vydání z roku 1481 ve Florencii a 1482 v Benátkách (byla založena na eposu Orlando ze 14. století). Roku 1483 pak vyšla konečná verze eposu rozšířená na 28 zpěvů, tzv. Morgante maggiore. Posledních pět zpěvů vychází z eposu Spagna in rima o tažení Karla Velikého do Španělska a má na rozdíl od předcházejících vážnější charakter.
Morgante není ve skutečnosti ústřední postavou básně a zemře již ve dvacátém zpěvu, ale přesto Pulci nakonec nazval epos podle něho, protože je nositelem jeho parodického vyznění.
Formálně je epos chaotický až anarchický. Nemá jednu jasnou dějovou linku, jde spíše o sled volně navazujících a prolínajících se příběhů různých postav. Je v něm používán florentský žargon a taškářský argot i místní nářečí. Obhroublé výstupy určené lidu se střídají s duchaplnými úvahami o filosofii a náboženství přizpůsobenými vkusu medicejské společnosti.

## Obsah eposu

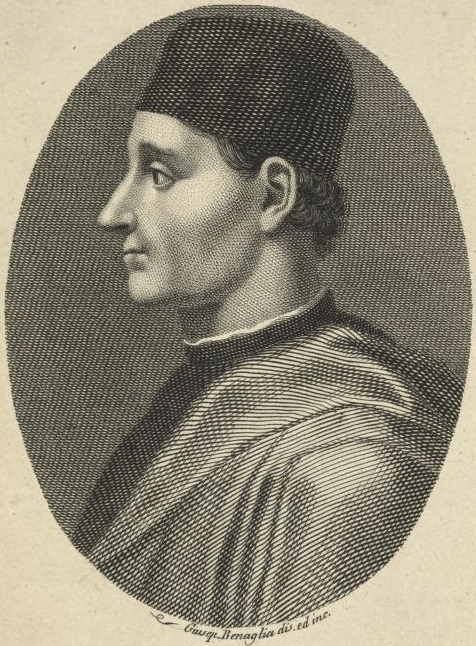
Autor eposu Lugi Pulci, autor obrazu Giuseppe Benaglia

Orlando (Roland) je uražen pomluvami zrádného Gana di Maganza (Ganelona z Mohuče) a odchází na východ do Pagánie (v Dalmácii). Cestou osvobodí klášter Chiaromonte, jehož mnichy vězní tři obři. Jedním z nich je Morgante, titulní hrdina eposu, kterého jediného Orlando ušetří, když se stane křesťanem. Morgante se ozbrojí srdcem zvonu a následuje Orlanda jako jeho zbrojnoš. Na cestě jej dostihne Rinaldo s dalšími paladiny Karla Velikého, rovněž oběťmi Ganových intrik. Morgante se spřátelí s prolhaným taškářem a obřím trpaslíkem Marguttem (má poloviční velikost oproti ostatním obrům). Margutte je špatný do morku kostí a jsou mu k smíchu všechny víry. Věří jen v pečeného kapouna a v dobré víno a chlubí se, že spáchal všech sedm smrtelných hříchů.
Význačnými rysy eposu je nadsázka, groteskní realismus, sklon ke karikatuře, opuštění stereotypu křesťanského rytíře, fantastické (až surrealistické) obrazy a parodické převracení vážných témat. Orlando slibuje své srdce každé ženě, z Rinalda se stává loupeživý rytíř a paladinové spolu bojují navzájem, aniž by se poznali. Víra je opakovaně ironizována, teologická dogmata rozebírá ďábel Astarotte, který navíc prosazuje myšlenky náboženské tolerance. V Morgantovi a Marguttovi se koncentrují všechny plebejské ctnosti a nectnosti, oba představují spojení hrubé síly s pikareskní vychytralostí s instinktivním sklonem k násilí a vulgárnosti. Ačkoliv spolu prožili mnoho dobrodružství a vykonali mnoho odvážných rytířských činů (hubili příšery a zachraňovali ctnostné panny), jejich smrt je naprosto banální. Morgante zemře, když jej poté, co přemůže velrybu, kousne mořský krab, a Margutto praskne smíchy, když uvidí opicí, která nosí boty.
Epos končí smrtí Orlanda v bitvě v pyrenejském průsmyku Roncevaux, které se zúčastňují i další paladinové, kteří Karlovi Velikému odpustili jeho křivdy v okamžiku, kdy potřeboval jejich pomoc. Zrádný Gano je odhalen a rozčtvrcen.

## Vliv eposu na jiná literární díla
V postavách Morganta a Margutta má své kořeny Gargantua a Pantagruel (1532–1564) od Françoise Rabelaise. Výrazný vliv měl Morgante také na epos Baldo (1571, Baldus) od Teofila Folenga, kde je několikrát jmenován a vystupuje zde postava Cingara, která tvrdí, že je Marguttovým potomkem a má i podobnou povahu. Zmínky o Morgantovi nalezneme i v Důmyslném rytíři Donu Quijotovi de la Mancha (1605-1615, El ingenioso hidalgo don Quijote de la Mancha) od Miguela de Cervantese y Saavedry. Zvláštní fantastickou a specificky pulciovskou atmosféru vytvořil pro začátek svého Neexistující rytíře (1959, Il cavaliere inesistente) Italo Calvino.